# Dorothea Lange

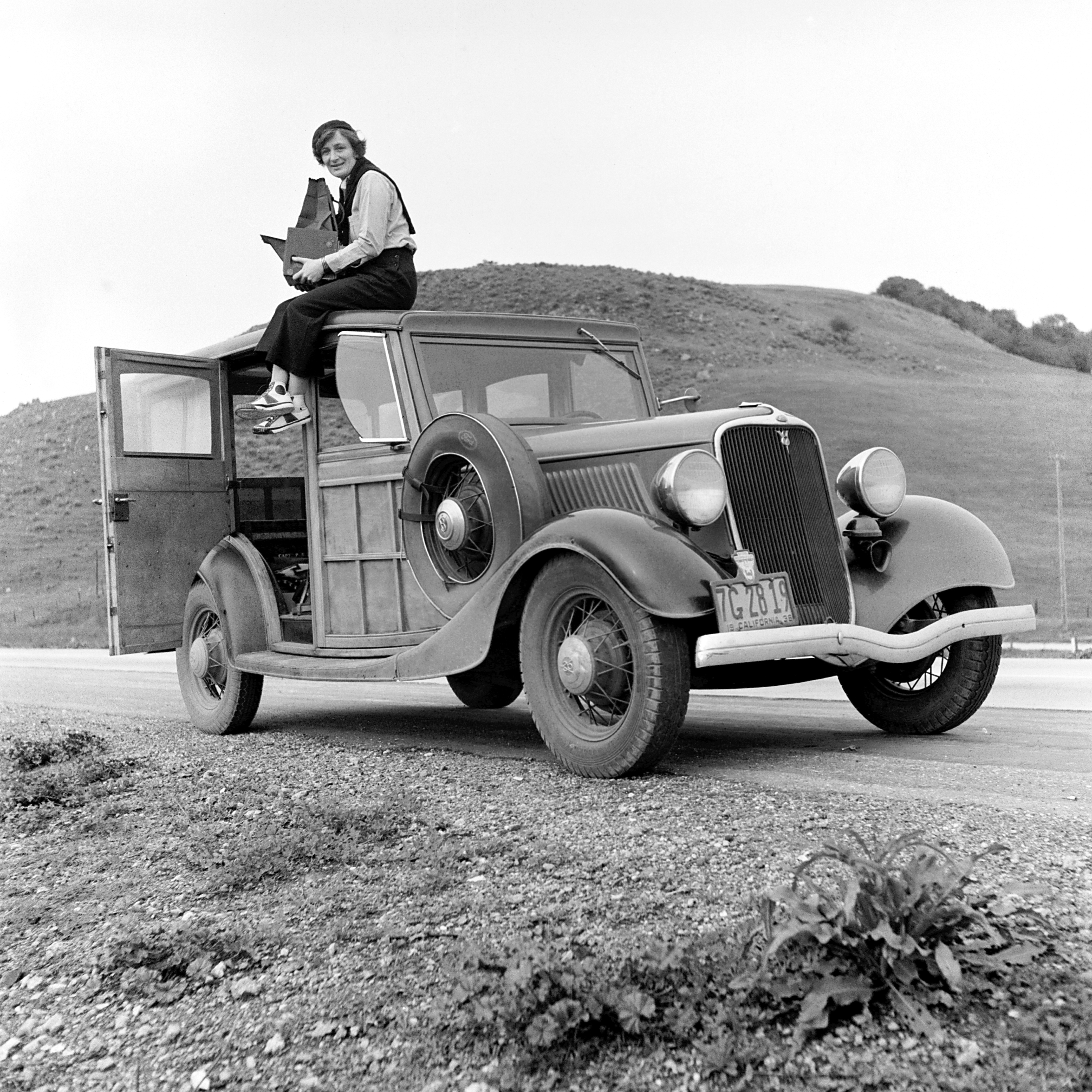
Dorothea Lange jako fotografka Resettlement Administration, 1936

Dorothea Lange (ur. 26 maja 1895 w Hoboken, zm. 11 października 1965 w San Francisco w Kalifornii) – amerykańska fotografka, znana przede wszystkim ze zdjęć wykonywanych na zlecenie Farm Security Administration, dokumentujących sytuację amerykańskiego społeczeństwa w czasie wielkiego kryzysu w latach 30. XX wieku. Jej najsłynniejszą wówczas wykonaną fotografią jest Matka-migrantka (1936).

## Przed wielkim kryzysem
Dorothea Nutzhorn (znana pod panieńskim nazwiskiem swojej matki – Lange, które przyjęła po tym, jak w 1907 roku jej ojciec opuścił rodzinę) już od dzieciństwa chciała być fotografem. W wieku siedmiu lat zachorowała na polio, w wyniku którego do końca życia utykała. Po ukończeniu szkoły średniej w latach 1914–1917 kontynuowała naukę w Training School for Teachers, co miało jej umożliwić wykonywanie zawodu nauczycielki, ale równocześnie postanowiła, że będzie fotografować. Pracowała jako asystentka w kilku studiach fotograficznych (m.in. Arnolda Genthe'a), dzięki czemu nauczyła się fotografować i poznała wielu fotografów, w tym Clarence’a H. White’a. W 1918 wyjechała do San Francisco, gdzie zaprzyjaźniła się z parą fotografów: Roiem Partridge'em i Imogen Cunningham. Rok później otworzyła własne atelier portretowe. Przez kolejnych kilkanaście lat zajmowała się właśnie wykonywaniem portretów, w których widoczne są wpływy Genthe'a i White’a. Charakteryzowały się one miękkim modelunkiem, naturalnym światłem i częstym ukazywaniem modeli z profilu. W 1920 wyszła za mąż za Maynarda Dixona, z którym miała dwóch synów.

## Wielki kryzys

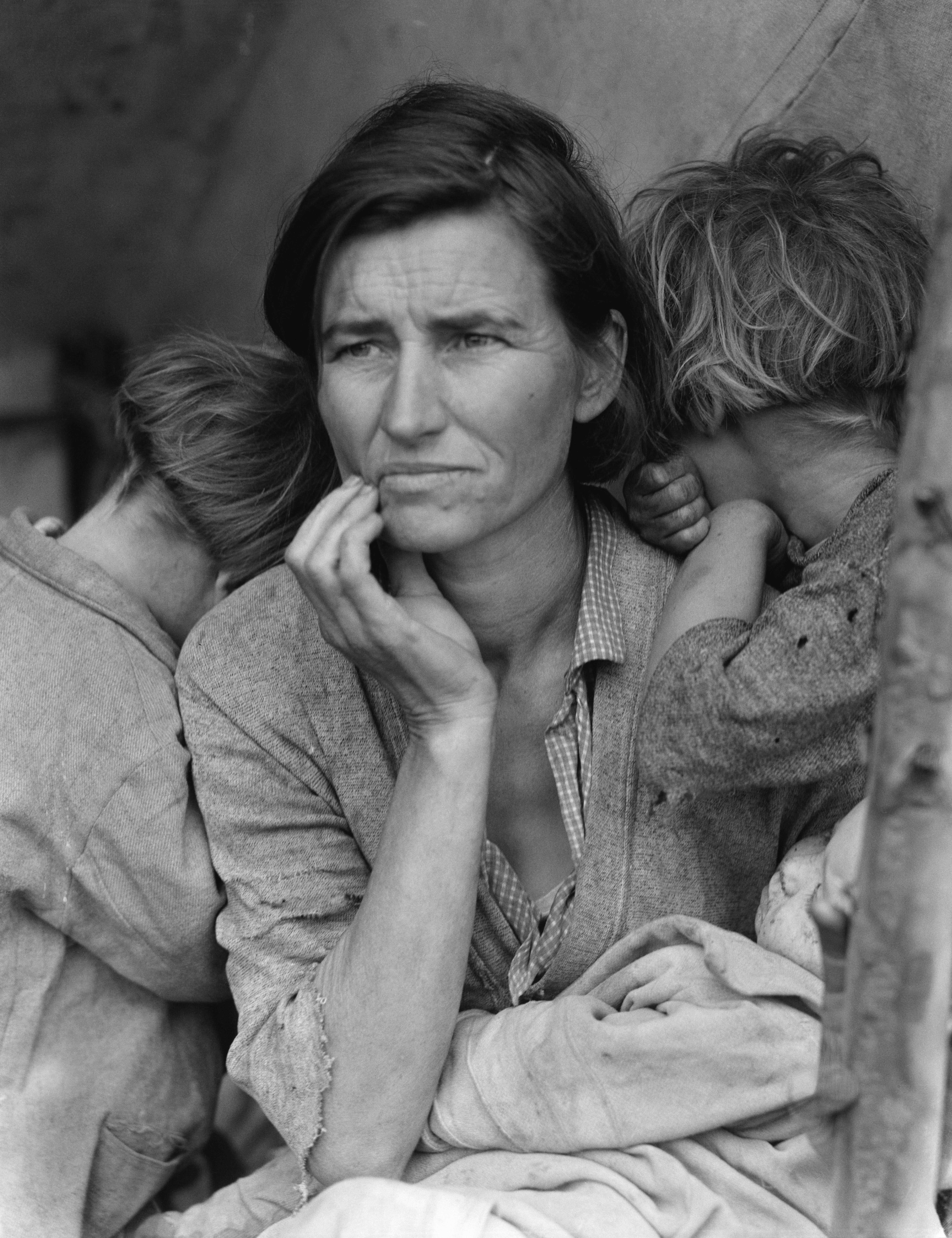
Matka–migrantka, 1936

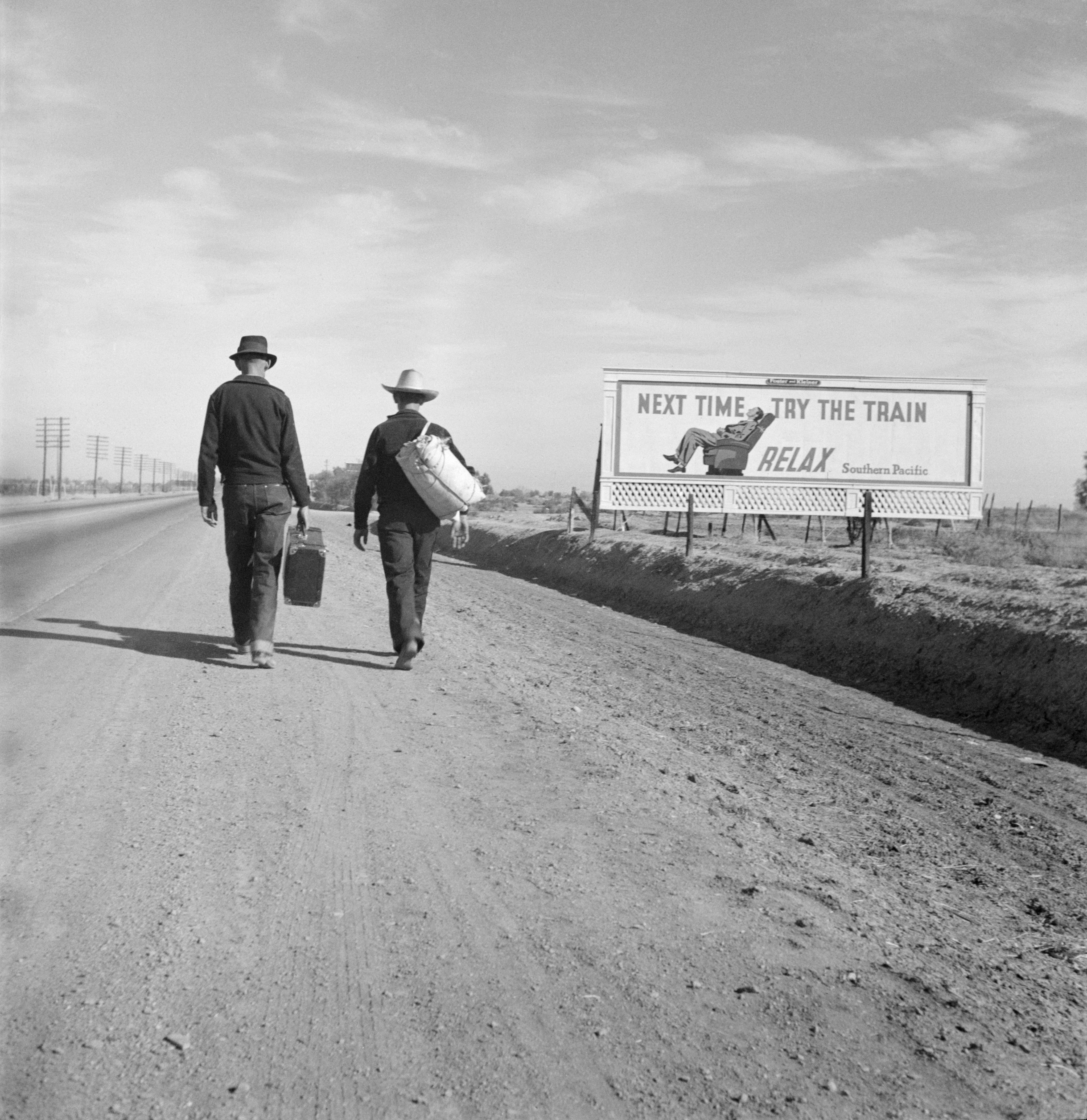
W kierunku Los Angeles, 1937

Wraz z załamaniem gospodarczym w 1929 roku, Lange zdecydowała się porzucić dotychczasową tematykę i zaczęła fotografować ludzi na ulicach, dokumentując w ten sposób społeczne konsekwencje kryzysu. W 1934 roku jej zdjęcia zaprezentowane zostały w Brockhurst Gallery Willarda Van Dyke’a w Oakland. Zainteresowały one ekonomistę Paula Schustera Taylora, który poprosił ją o wykonanie fotografii na potrzeby jego artykułu. Lange i Taylor kontynuowali współpracę, a w 1935 roku, wkrótce po rozwodzie Lange z Dixonem, pobrali się.
W 1935 roku Lange została zatrudniona w sekcji fotograficznej kierowanego przez Roya Strykera Resettlement Administration, od 1937 noszącego nazwę Farm Securities Administration (FSA). Był to rządowy projekt, część „Nowego Ładu”, mający na celu pomoc zubożałym rolnikom. Jednym z zadań FSA było dokumentowanie za pomocą zdjęć sytuacji na amerykańskich wsiach. Oprócz Lange w FSA zatrudnionych było także dziesięciu innych fotografów: John Collier, Jack Delano, Walker Evans, Theo Jung, Russell Lee, Carl Mydans, Arthur Rothstein, Ben Shahn, John Vachon i Marion Post Walcott. Owocem ich pracy było kilkadziesiąt (lub nawet kilkaset) tysięcy zdjęć, pokazujących różne podejście poszczególnych autorów do tematu. Za pośrednictwem FSA fotografie te trafiały – pojedynczo lub całymi seriami – do gazet i czasopism, były także pokazywane przez FSA na specjalnych wystawach. Ich autorzy nie mieli jednak kontroli nad sposobem, w jaki były one wykorzystywane, kadrowane i podpisywane.
Lange z aparatem marki Rollei przemierzała amerykańską prowincję, fotografując ubogich ludzi, w tym rodziny rolników zmuszone do migracji. Wiele wykonanych wówczas zdjęć – a zwłaszcza najbardziej znane, Matka–migrantka (ang. Migrant Mother) – stało się ikonami wielkiego kryzysu. Fotografia wykonana została w marcu 1936, w obozie wędrownych zbieraczy grochu koło Nipomo w Kalifornii. Lange sfotografowała na nim 32-letnią kobietę (Florence Owens Thompson), siedzącą w namiocie wraz ze swoimi dziećmi. Jest to jedno z całej serii zdjęć tej rodziny, złożonej z sześciu różnych ujęć (aczkolwiek często pisze się o pięciu; szóste zdjęcie, którego nie ma w zbiorach fotografii FSA w Bibliotece Kongresu, zostało najprawdopodobniej wykonane przez Lange jako pierwsze i ze względu na niezadowalający rezultat nieprzekazane rządowi). Na dwóch pierwszych zdjęciach grupka osób ukazana została z pewnej odległości, co pozwoliło na zmieszczenie w kadrze całego namiotu, po czym Lange zbliżyła się do modeli, koncentrując się na nich samych. Centralną postacią czterech kolejnych zdjęć jest matka, której w różnych konfiguracjach towarzyszą jej dzieci. Ostatnie zdjęcie z serii jest tym, które stanowi efekt końcowy ustawiania modeli i wypracowywania idealnego ujęcia; ono także jest najczęściej reprodukowane. Kobieta ukazana została z niemowlęciem na kolanach i dwójką starszych dzieci, odwróconych plecami do widza i wspartych na jej ramionach.
Fotografia ta kompozycyjnie zbliżona jest do typowego dla sztuki europejskiej motywu ikonograficznego, jakim jest Madonna z Dzieciątkiem, otoczona przez anioły (stąd zamiast Migrant Mother używa się również tytułu Migrant Madonna). Lange nie zapytała kobiety o jej nazwisko, więc jej tożsamość pozostawała nieznana i podobnie jak w przypadku wielu innych zdjęć Lange, stała się anonimowym symbolem losu dotkniętych biedą Amerykanów. Dopiero po latach (po śmierci Lange) okazało się, że sfotografowaną kobietą była Florence Thompson, w chwili wykonania zdjęcia matka siedmiorga dzieci, spośród których na najsłynniejszym kadrze znalazły się trzy córki: Norma, Catherine i Ruby.
Wiele z wykonanych dla FSA prac Lange i Taylor zebrali w wydanej w 1939 r. publikacji An American Exodus: A Record of Human Erosion.
Lange zakończyła współpracę z FSA w 1940 roku.

## Późniejsza działalność

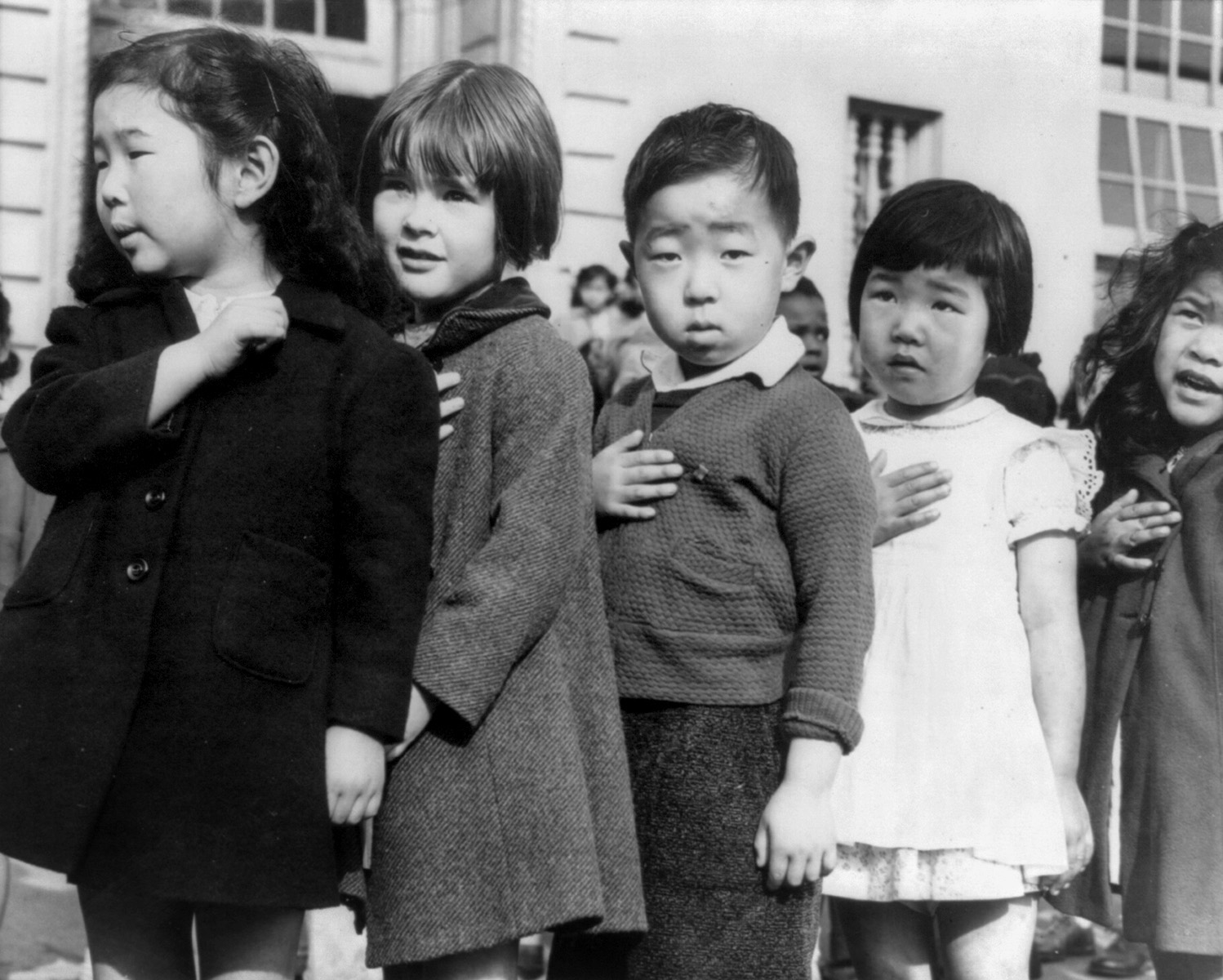
Dzieci pochodzenia japońskiego, w szkole publicznej w Weill, San Francisco, stan Kalifornia, ślubują wierność amerykańskiej fladze, 1942

W 1941 jako pierwsza kobieta w historii otrzymała Stypendium Guugenheima. Rok później została zatrudniona przez War Relocation Authority – rządową agencję odpowiedzialną za umieszczenie w obozach tysięcy Amerykanów japońskiego pochodzenia. Wraz z Anselem Adamsem dokumentowała życie ludzi w obozie w Manzanar w Kalifornii, a jej zdjęcia świadczą o jej negatywnym stosunku do tych działań. Fotografowała także dla Office of War Information i magazynu „Life”, dla którego wykonała reportaże poświęcone mormonom (wspólnie z Adamsem) i urzędowemu obrońcy z Oakland (ostatecznie opublikowany przez „This Week”). „Life” wysłał ją do Irlandii, gdzie zrealizowała materiał zatytułowany Irish Country People.
W latach 1953–1954 uczestniczyła w przygotowaniach do wystawy Rodzina człowiecza (The Family of Man). Wystawę, zorganizowaną przez Edwarda Steichena, otwarto w 1955 roku w Museum of Modern Art (MoMA) w Nowym Jorku. Znalazło się na niej osiem zdjęć Lange.
W latach 50. Lange wykonywała coraz więcej zdjęć swojej rodziny. W podróżach po Azji, Południowej Ameryce i Egipcie towarzyszyła mężowi, zajmującemu się problemami ekonomiczno-rolniczymi krajów rozwijających się. W latach 1964–1965 przygotowywała i wybierała zdjęcia na retrospektywną wystawę, która miała być w całości poświęcona jej twórczości. Zmarła na raka wkrótce po dokonaniu ostatecznego wyboru. Wystawa odbyła się w 1966 w Museum of Modern Art.